# 国際テニス殿堂

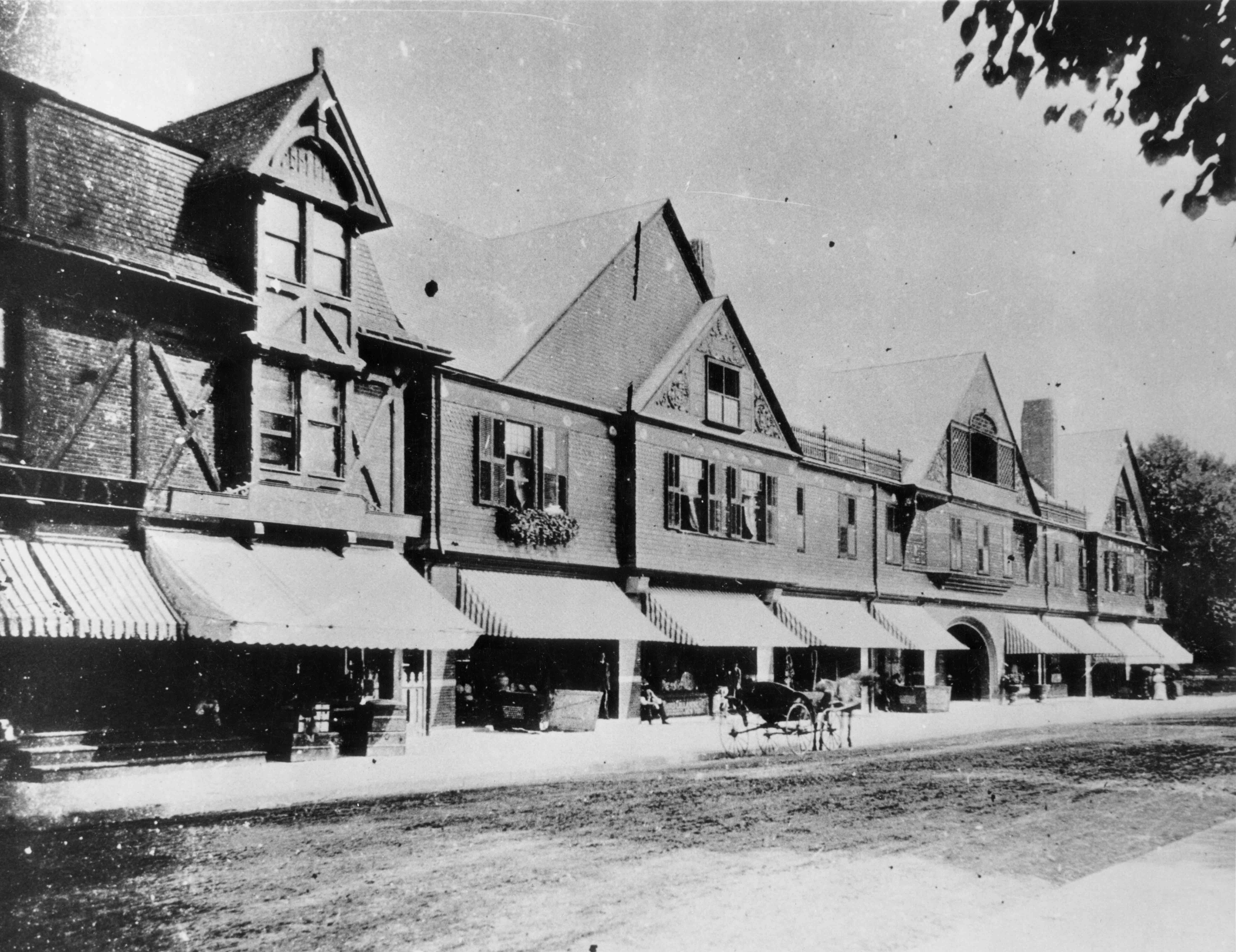
国際テニス殿堂の入居する「ニューポート・カジノ」（1880年）。現在も変わらない外見を残す。

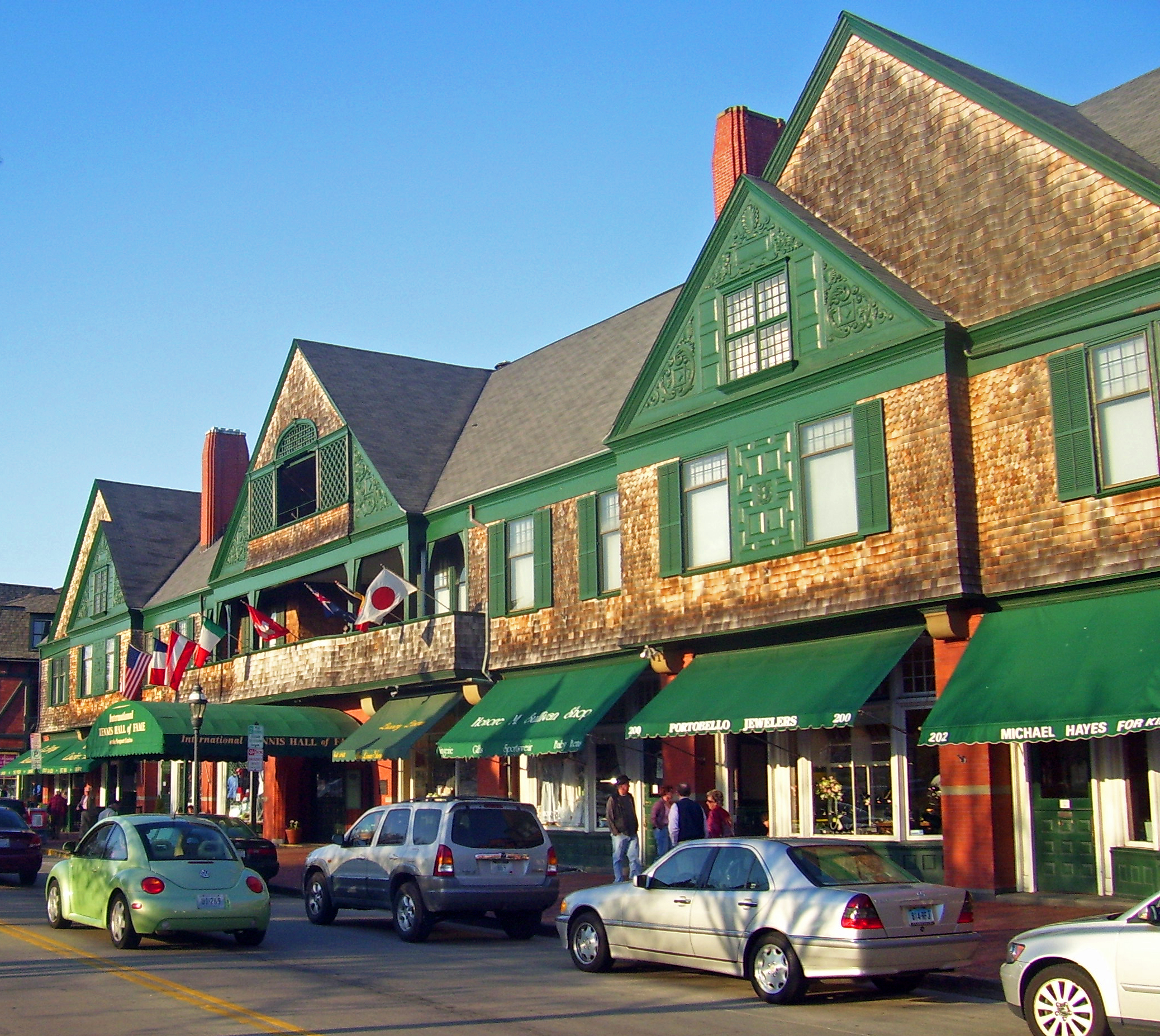
現在の国際テニス殿堂

国際テニス殿堂（こくさいテニスでんどう、International Tennis Hall of Fame）は、テニスの歴史に名前を残した選手たちを記念するため、1954年にアメリカ・ロードアイランド州ニューポートに設立された、世界最大のテニス博物館である。設立者はニューポート出身の元テニス選手、ジェームズ・バン・アレン（James Van Alen, タイブレークの考案者としても知られる）である。
国際テニス殿堂の博物館は、ニューポート市に残る19世紀の社交クラブの建物「ニューポート・カジノ」に入居しており、7000点を超える名物品が展示され、長いテニスの歴史に触れることができる。殿堂内では、年間を通じて数々のイベントも催される。
殿堂入り選手のことを、英語の“Enshrinee”という語で呼ぶことからも分かるように、彼らはテニスの歴史に名前を刻んだ選手として、永遠に記憶されるべき人たちとして位置づけられている。第1回の国際テニス殿堂入り式典は1955年に行われ、第1回全米選手権の男子シングルス優勝者リチャード・シアーズを含む7名の選手が殿堂入りした。各年度の殿堂入り選手の選考にあたり、その時点ですでに物故した選手も含めてきた。例えばスザンヌ・ランランは、没後40年の1978年に殿堂入りしている。毎年の殿堂入り選手は、最近では3月頃に決定され、殿堂入り式典は7月のウィンブルドン選手権終了直後に開かれることが多い。
殿堂入りは「選手（Player）」のカテゴリーと「貢献した人物（Contributor）」のカテゴリーがあり、後者の例としてスウェーデン国王グスタフ5世が国内初のテニスクラブを設立した功績で殿堂入りしている。
2010年にはブラッド・パークスが車いすテニス選手として初めて殿堂入りを果たした。
1960～70年代にダブルスで活躍したボブ・ヒューイットは1992年に殿堂入りしたが、かつてコーチした教え子の女性に対する性的虐待疑惑が発覚し2012年にリストから除外された。
公式サイトでは「殿堂入り年代順」「アルファベット順」「国別」などで選手を探すことができる。サイト内の選手評伝は、バド・コリンズ執筆による「テニス百科事典」をもとにまとめられたものである。

## 殿堂入り人物
2021年現在、260人が殿堂入りしている。
| 年   | 殿堂入り人物 |
| ---- | --- |
| 1955 | オリバー・キャンベル、ジョセフ・クラーク、ジェームズ・ドワイト、リチャード・シアーズ、ヘンリー・スローカム、マルコム・ホイットマン、ロバート・レン                                                                                     |
| 1956 | ウィリアム・クローシャー、ドワイト・フィリー・デービス、ウィリアム・ラーンド、メイ・サットン、ホルコム・ウォード、ビールズ・ライト |
| 1957 | メアリー・ブラウン、ヘイゼル・ホッチキス・ワイトマン、モーリス・マクローリン、リチャード・ノリス・ウィリアムズ |
| 1958 | モード・バーガー＝ウォラック、モーラ・マロリー、ビル・ジョンストン、リンドレイ・マレー |
| 1959 | ビル・チルデン、ヘレン・ウィルス・ムーディ |
| 1960 | （なし） |
| 1961 | フレッド・アレクサンダー、マルコム・チェイス、ハロルド・ハケット、フランシス・ハンター、ビンセント・リチャーズ |
| 1962 | ジョン・ドエグ、ヘレン・ジェイコブス、エルスワース・バインズ |
| 1963 | ウィルマー・アリソン、Julian Myrick、サラ・ポールフリー、ジョン・バン・リン |
| 1964 | George Adee、ドン・バッジ、ジョージ・ロット、アリス・マーブル、フランク・シールズ、シドニー・ウッド |
| 1965 | ポーリーン・ベッツ、エレン・ハンセル、ドン・マクニール、James Van Alen、ワトソン・ウォッシュバーン |
| 1966 | ジョー・ハント、フランク・パーカー、Theodore Pell、テッド・シュローダー |
| 1967 | ルイーズ・ブラフ、マーガレット・オズボーン・デュポン、ボビー・リッグス、ビル・タルバート |
| 1968 | モーリーン・コノリー、アリソン・ダンジグ、パンチョ・ゴンザレス、ジャック・クレーマー、エレオノラ・シアーズ |
| 1969 | カール・ベア、チャールズ・ガーランド、ドリス・ハート、アーサー・ラーセン、マリー・ワーグナー |
| 1970 | シャーリー・フライ、クラレンス・グリフィン、Perry Jones、トニー・トラバート |
| 1971 | アリシア・ギブソン、エリザベス・ムーア、Arthur Nielsen、ビック・セイシャス |
| 1972 | Bryan Grant、ガードナー・ムロイ、エリザベス・ライアン |
| 1973 | ダーリーン・ハード、ジーン・マコ、アラステア・マーティン |
| 1974 | ジュリエット・アトキンソン、ボブ・ファルケンバーグ、フレッド・ホビー、バーサ・タウンゼント |
| 1975 | Lawrence Baker、フレッド・ペリー、エレン・ルーズベルト |
| 1976 | ジャン・ボロトラ、ジャック・ブルニョン、マーベル・カーヒル、アンリ・コシェ、ルネ・ラコステ、ディック・サビット |
| 1977 | マニュエル・アロンソ、ノーマン・ブルックス、ベティ・ナットール、バッジ・パティー、ゴットフリート・フォン・クラム |
| 1978 | マリア・ブエノ、ピエール・エチュバステール、ハリー・ホップマン、スザンヌ・ランラン、キャスリーン・マッケイン・ゴッドフリー、アンソニー・ワイルディング                                                                                 |
| 1979 | ジャック・クロフォード、Gladys Heldman、Al Laney、ラファエル・オスナ、フランク・セッジマン、マーガレット・スミス・コート |
| 1980 | ローレンス・ドハティー、レジナルド・ドハティー、グスタフ5世、ルー・ホード、ケン・ローズウォール |
| 1981 | ドロテア・ダグラス・チェンバース、William Ewing Hester、ロッド・レーバー、Mary Outerbridge |
| 1982 | ロイ・エマーソン、William McChesney Martin、トム・ペティット、ランス・ティンゲイ |
| 1983 | クラレンス・クラーク、ロッティ・ドッド、ヤロスラフ・ドロブニー、アーネスト・レンショー、ウィリアム・レンショー |
| 1984 | ジョン・ブロムウィッチ、ニール・フレーザー、エイドリアン・クイスト、マニュエル・サンタナ、Pancho Segura |
| 1985 | アーサー・アッシュ、David Gray、アン・ヘイドン＝ジョーンズ、フレッド・ストール |
| 1986 | チャック・マッキンリー、ジョン・ニューカム、ニコラ・ピエトランジェリ、トニー・ローチ、ドロシー・ラウンド、Ted Tinling |
| 1987 | ビョルン・ボルグ、ビリー・ジーン・キング、アレックス・オルメド、デニス・ラルストン、スタン・スミス |
| 1988 | イボンヌ・グーラゴング |
| 1989 | ジェラルド・パターソン、バージニア・ウェード |
| 1990 | Joseph F. Cullman、ヤン・コデシュ |
| 1991 | アシュレー・クーパー、イリ・ナスターゼ、ギリェルモ・ビラス |
| 1992 | トレーシー・オースチン、Philippe Chatrier、フルー・マクミラン |
| 1993 | Lamar Hunt、アンジェラ・モーティマー |
| 1994 | バド・コリンズ、ハナ・マンドリコワ |
| 1995 | クリス・エバート |
| 1996 | ロージー・カザルス、Dan Maskell |
| 1997 | ヘンリー・オースチン、レスリー・ターナー、ウォルター・クロプトン・ウィングフィールド |
| 1998 | ジミー・コナーズ、Herman David |
| 1999 | ジョン・マッケンロー、ケン・マグレガー |
| 2000 | マルコム・アンダーソン、Robert Kelleher、マルチナ・ナブラチロワ |
| 2001 | イワン・レンドル、メルビン・ローズ |
| 2002 | パム・シュライバー、マッツ・ビランデル |
| 2003 | ボリス・ベッカー、フランソワーズ・デュール、ナンシー・リッチー、Brian Tobin |
| 2004 | ドロシー・バンディ、ステファン・エドベリ、シュテフィ・グラフ |
| 2005 | Earl Buchholz、ジム・クーリエ、ヤニック・ノア、ヤナ・ノボトナ |
| 2006 | ジャンニ・クレリッチ、アーサー・ゴア、マリオン・ジョーンズ、Karel Koželuh、ハーバート・ローフォード、シモーヌ・マチュー、Hans Nüsslein、パトリック・ラフター、ガブリエラ・サバティーニ、ナンシー・ウィン・ボルトン                     |
| 2007 | Russ Adams、スベン・デビッドソン、ピート・サンプラス、アランチャ・サンチェス・ビカリオ |
| 2008 | マイケル・チャン、Mark McCormack、Gene Scott |
| 2009 | Donald Dell、アンドレス・ヒメノ、Robert Walter Johnson、モニカ・セレシュ |
| 2010 | オーウェン・デビッドソン、ジジ・フェルナンデス、Derek Hardwick、ブラッド・パークス、トッド・ウッドブリッジ、マーク・ウッドフォード、ナターシャ・ズベレワ                                                                               |
| 2011 | アンドレ・アガシ、Peachy Kellmeyer |
| 2012 | ジェニファー・カプリアティ、Mike Davies、グスタボ・クエルテン、マニュエル・オランテス、ランディ・スノー |
| 2013 | ダフネ・アクハースト、ジェームズ・アンダーソン、ウィルフレッド・バデリー、ブランチ・ビングリー、シャーロット・クーパー、テルマ・コイン・ロング、Cliff Drysdale、マルチナ・ヒンギス、ヒルデ・スパーリング、Charlie Pasarell、Ion Țiriac |
| 2014 | John Barrett、Nick Bollettieri、Jane Brown Grimes、リンゼイ・ダベンポート、Chantal Vandierendonck |
| 2015 | アメリ・モレスモ、デビッド・ホール、Nancy Jeffett |
| 2016 | マラト・サフィン、ジュスティーヌ・エナン、イボン・ペトラ、マーガレット・スクリブン |
| 2017 | アンディ・ロディック、キム・クライシュテルス、Monique Kalkman |
| 2018 | ミヒャエル・シュティヒ、ヘレナ・スコバ |
| 2019 | エフゲニー・カフェルニコフ、李娜、マリー・ピエルス |
| 2020 | ゴラン・イワニセビッチ、コンチタ・マルティネス |
| 2021 | レイトン・ヒューイット、Dennis Van der Meer、オリジナル9 |